# 维约 (安省)
维约（法語：Vieu，法語發音：[vjø]）是法国东部安省的一个旧市镇，属于贝莱区。2019年，叙特里约与邻近3个市镇合并为新市镇塞朗河畔瓦尔罗梅。

## 地理
维约（45°53'26"N, 5°40'54"E）面积6.54 平方千米，位于法国奥弗涅-罗讷-阿尔卑斯大区安省，该省份为法国东部省份，北起汝拉省，西北接索恩-卢瓦尔省，西接罗讷省和里昂大都会，南至伊泽尔省，东与萨瓦省、上萨瓦省和瑞士接壤。
与维约接壤的市镇（或旧市镇、城区）包括：阿特马尔、贝尔蒙-吕泰济约、瓦尔罗梅地区香槟、沙沃尔奈、塔利雪、小维里约。

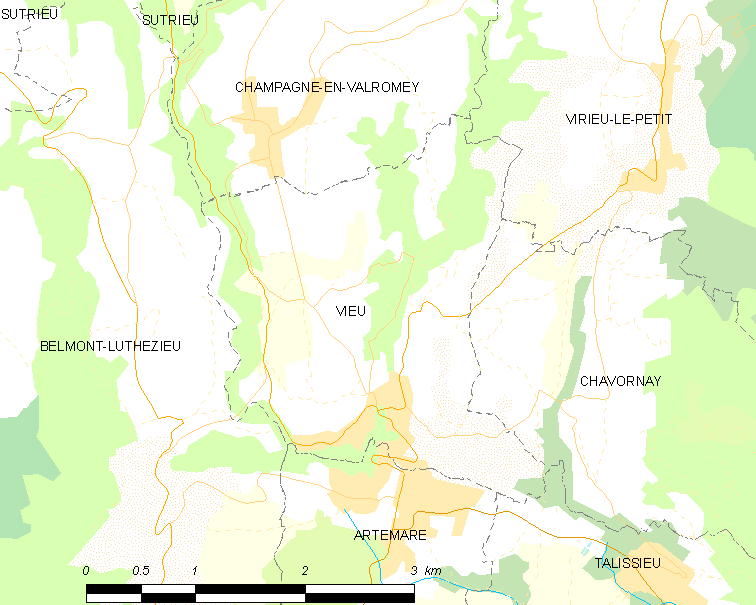
的OSM定位图

维约的时区为UTC+01:00、UTC+02:00（夏令时）。

## 行政
维约的邮政编码为01260，INSEE市镇编码为01442。

## 政治
维约所属的省级选区为普拉托多特维尔县。

## 人口

1962-2008年间人口变化图示

维约于2018年1月1日时的人口数量为386人。